# Spirto gentil
Spirto gentil (sottotitolato Un invito all'ascolto della grande musica guidati da Luigi Giussani) è un saggio antologico del sacerdote cattolico e teologo Luigi Giussani, fondatore del movimento Comunione e Liberazione, pubblicato nel 2011.

## Storia editoriale

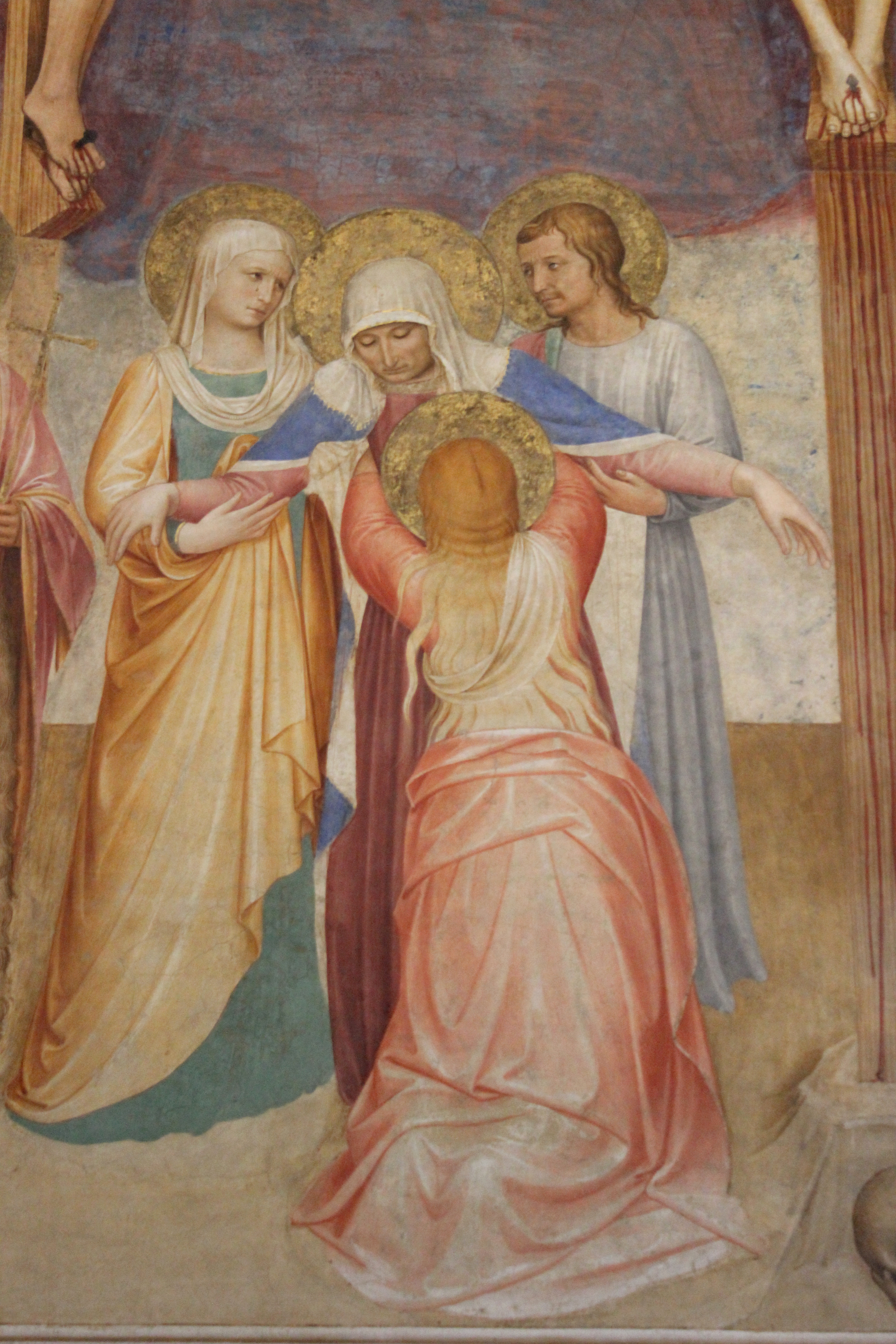
Un particolare della Crocifissione con i santi del Beato Angelico compare nella copertina del primo disco della collana Spirto gentil, lo Stabat Mater di Pergolesi.

Nel maggio del 1997 don Giussani, sulla falsariga di quanto si stava facendo per la collana libraria I libri dello spirito cristiano di Rizzoli, iniziò a dirigere una collana musicale come «introduzione alla musica» dedicata alle opere e agli autori a lui più cari e che negli anni aveva fatto conoscere agli aderenti del movimento di Comunione e Liberazione durante assemblee, raduni e esercizi spirituali. Nonostante l'iniziale titubanza dei discografici, dovuta principalmente allo stato non florido del mercato della musica classica in quel periodo, l'iniziativa abbe notevole successo e i primi dischi furono ristampati più volte. La collana nacque con l'intento di proporre un metodo di ascolto della musica a partire dalla sensibilità educativa di Giussani. I libretti inclusi nei CD contenevano un'introduzione di Giussani, un resoconto storico e biografico del compositore, degli interpreti o dell'opera stessa e una «guida all'ascolto» a opera di altri diversi autori. Tutti i testi erano proposti in italiano, inglese e spagnolo. Il primo disco pubblicato, nella primavera del 1997, fu lo Stabat Mater di Giovanni Battista Pergolesi, eseguito dalla London Symphony Orchestra diretta da Claudio Abbado.
La collana Spirto gentil continuò sino 2010 con la pubblicazione di 52 dischi distribuiti dalla Universal Music Group spesso presi dal catalogo delle etichette Decca e Deutsche Grammophon specializzate in musica classica. Dopo la morte di Giussani, nel 2005, l'iniziativa fu curata dal suo successore alla guida del movimento, il sacerdote spagnolo Julián Carrón. Nel tempo Giussani propose di pubblicare nuovi titoli, non solo presi dal repertorio classico, ma anche dalla tradizione popolare e liturgica, ad esempio con incisioni inedite realizzate dal coro di Comunione e Liberazione diretto da Pippo Molino, musicista e figlio dell'illustratore pittore Walter.
Il titolo della collana deriva da quello di un'aria dell'opera La favorita di Gaetano Donizetti, brano tra i preferiti da don Giussani sin dall'adolescenza nell'interpretazione di Tito Schipa. Il titolo riecheggia peraltro quello dell'omonimo componimento poetico contenuto nel Canzoniere di Francesco Petrarca.
Il volume pubblicato dalla Biblioteca Universale Rizzoli nel 2011 contiene tutti testi scritti originariamente da Giussani per la collana discografica. Fu ripubblicato nel 2016 come supplemento al Corriere della Sera nella collana di dieci volumi dedicati all'opera di Giussani con una nuova presentazione di Ramin Bahrami, pianista e musicologo considerato uno dei massimi esperti di Bach.

## Collana discografiaSpirto gentil
- 1997 – Giovanni Battista Pergolesi, Stabat Mater, CD, Deutsche Grammophon PolyGram 457 194-2, London Symphony Orchestra, direttore Claudio Abbado
- 1997 – Franz Schubert, Sinfonie n. 3 e 8 Incompiuta, CD, Deutsche Grammophon PolyGram 457 195-2, Wiener Philharmoniker, direttore Carlos Kleiber
- 1997 – Ludwig van Beethoven, Sinfonie n. 2 e 7, CD, Deutsche Grammophon PolyGram 457 390-2, Berliner Philharmoniker, direttore Herbert von Karajan
- 1997 – Canti popolari russi - Volume 1, CD, Deutsche Grammophon PolyGram 453 837-2, Coro dell'Accademia di Stato di Canti Russi, direttore Aleksandr Vasil'evič Svešnikov
- 1998 – Wolfgang Amadeus Mozart, Requiem, CD, Deutsche Grammophon PolyGram 459 137-2, Wiener Philharmoniker, direttore Herbert von Karajan
- 1998 – Ludwig van Beethoven, Concerto per violino e orchestra e Sonata "Kreutzer", CD, EMI Classics 7243 5 66889 2 6, Orchestre National de la Radiodiffusion Française, direttore André Cluytens
- 1998 – Franz Schubert, La morte e la fanciulla, CD, Deutsche Grammophon PolyGram 459 629-2, Amadeus Quartet
- 1998 – Sergej Rachmaninov, Concerti per pianoforte e orchestra n. 2 e 3, CD, Deutsche Grammophon PolyGram 459 630-2, Warsaw Philharmonic Orchestra, direttore Stanisław Wisłocki e Berliner Philharmoniker, direttore Claudio Abbado
- 1999 – Antonín Dvořák, Stabat Mater op. 58, Leggende op. 59, CD, Deutsche Grammophon PolyGram 445 135-2, Symphonie-Orchester des Bayerischen Rundfunks e English Chamber Orchestra, direttore Rafael Kubelík
- 1999 – Fryderyk Chopin, Brani scelti, CD, Philips Records PolyGram 464 136-2, Nikita Magaloff

## Contenuti
(Luigi Giussani, presente nel retro di copertina dei dischi della collana Spirto gentil)
Per facilitare la lettura del libro i curatori scelsero di raggruppare i testi in tre sezioni distinte non seguendo la cronologia dei dischi. La prima parte è dedicata ai grandi maestri, Beethoven, Mozart, Schubert, Chopin, Brahms, Dvořák e altri. La seconda è dedicata al canto liturgico e alla musica sacra nella storia della Chiesa e l'ultima dedicata ai canti popolari, tra cui quelli russi, la canzone napoletana e le canzoni di Claudio Chieffo. Le sezioni sono precedute da un'introduzione e da un testo dei curatori del volume e dal testo di Giussani del libretto del disco dedicato all'opera lirica. Del discografico Mirko Gratton è invece la postfazione del volume.

## Indice

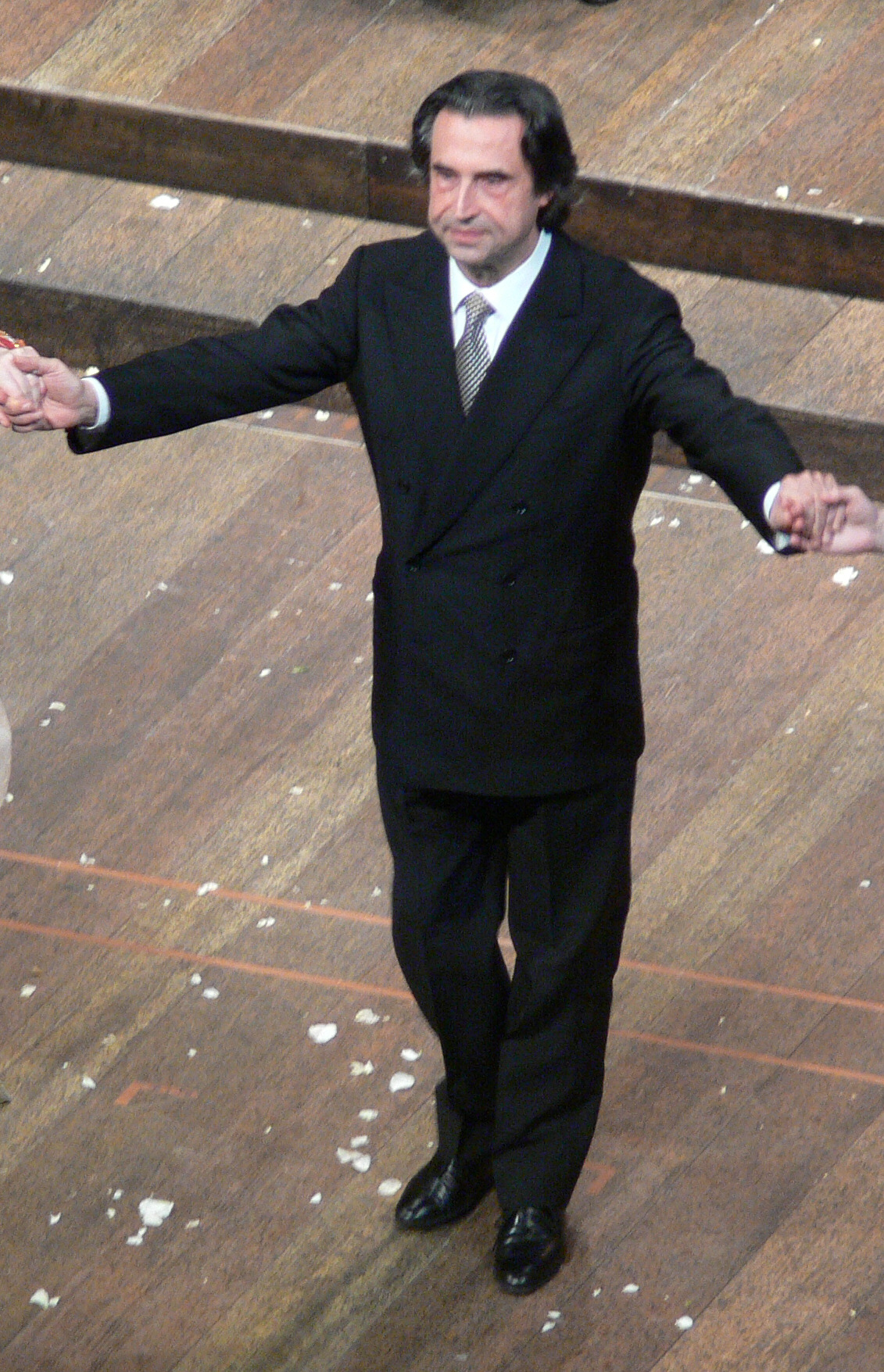
Il direttore d'orchestra Riccardo Muti scrisse una lettera per gli ottant'anni di Luigi Giussani, poi pubblicata nel volume Spirto gentil.

## Edizioni
- Luigi Giussani, Spirto gentil. Un invito all'ascolto della grande musica guidati da Luigi Giussani, a cura di Salvo Chierici e Silvia Giampaolo, 1ª ed., Milano, Biblioteca Universale Rizzoli, dicembre 2011,  p. 656, ISBN 978-88-17-05122-4.
- Luigi Giussani, Spirto gentil. Un invito alla grande musica, a cura di Salvo Chierici e Silvia Giampaolo, presentazione di Ramin Bahrami, 1ª ed., Milano, RCS MediaGroup, I manuali del Corriere della Sera, aprile 2016,  p. 656, SBN MIL0911390.